# اچ‌ام‌اس فورشام (۱۶۹۶)
اچ‌ام‌اس فورشام (۱۶۹۶) (به انگلیسی: HMS Feversham (1696)) یک کشتی بود که طول آن ۱۰۷ فوت (۳۳ متر) بود.